# Solsunda

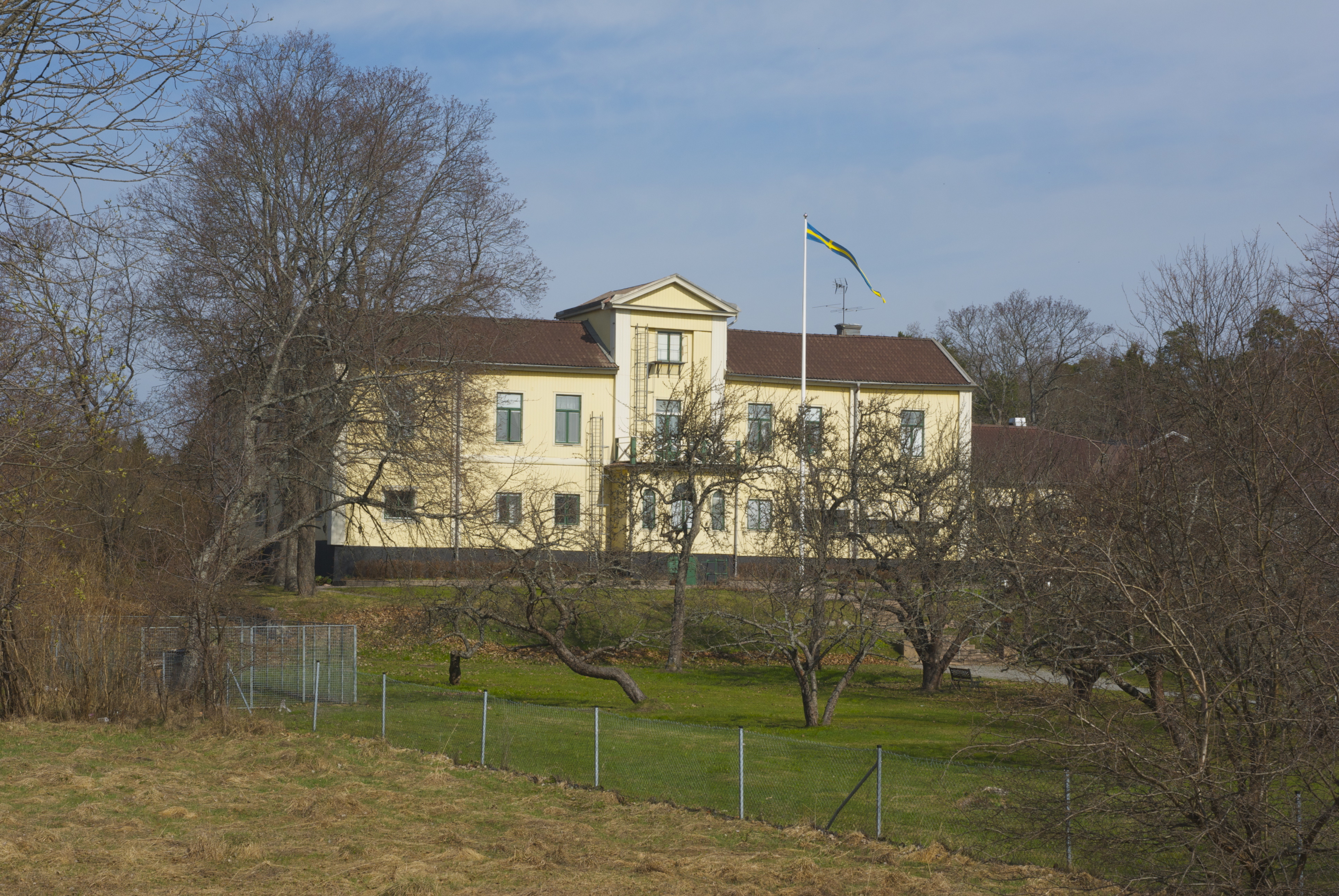
Solsunda gård

Solsunda hette fram till 1922 Skuru gård och är belägen i Skuru vid Skurusundet i Nacka kommun. Den herrgårdslika huvudbyggnaden har alltsedan 1900-talets början fungerat som ett vilo- och behandlingshem.
Skuru gård skänktes på 1500-talet av Gustav Vasa till Danviks hospital med syfte att inkomsterna från gårdens arrende skulle bidra till hospitalets utgifter. På 1770-talet ägdes gården av majoren Carl Råberg som förbättrade byggnaderna och anlade parken och trädgården.
Gården inköptes 1903 av Stockholms sjukhem och användes som konvalescenthem. Mathilda Sundelin blev föreståndare 1919 och köpte 1922 gården och döpte om den till Solsunda vilohem. Hon kvarstod som föreståndare till 1968. På 1940-talet vårdades krigsinvalider från det finska vinterkriget på Solsunda, och 1953-68 polioskadade. De nuvarande ägarna tog över Solsunda 1968 och har sedan dess bedrivit ett behandlingshem för vuxna med psykiska problem.